# أقل وحدة قابلة للنشر
في النشر الأكاديمي، أقل وحدة قابلة للنشر هو الحد الأدنى من المعلومات التي يمكن استخدامها لإنشاء منشور في مكان يخضع لمراجعة الأقران، مثل مجلة أو مؤتمر. (يتم استخدام الحد الأقصى للوحدة القابلة للنشر والوحدة المثلى القابلة للنشر أيضًا.)  غالبًا ما يستخدم هذا المصطلح كمرجع مازح أو ساخر أو مهين لاستراتيجية تضخيم كمية المنشورات بشكل مصطنع.
يعد نشر نتائج الأبحاث جزءًا أساسيًا من العلم. غالبًا ما يتم استخدام عدد المنشورات لتقييم عمل العالم وكأساس لتوزيع أموال البحث. ومن أجل تحقيق مرتبة عالية في مثل هذا التقييم، هناك اتجاه لتقسيم نتائج البحوث إلى أجزاء أصغر يتم نشرها بشكل منفصل، وبالتالي تضخم عدد المنشورات. تم وصف هذه العملية بأنها تقسيم النتائج إلى أصغر وحدات قابلة للنشر.  
"نشر السلامي"، والذي يشار إليه أحيانًا باسم "تقطيع السلامي" أو "علم السلامي"، هو أحد أشكال استراتيجية أصغر وحدة قابلة للنشر. في نشر السلامي، يتم الإبلاغ عن البيانات التي تم جمعها بواسطة مشروع بحثي واحد بشكل منفصل (كليًا أو جزئيًا) في منشورات نهائية متعددة. يعتبر نشر السلامي، والذي تم تسميته على ما يبدو عن طريق القياس مع الشرائح الرقيقة المصنوعة من نقانق السلامي الأكبر حجمًا، أمرًا مشكوكًا فيه بشكل عام عندما لا يتم تصنيفه بشكل صريح، لأنه قد يؤدي إلى حساب نفس البيانات عدة مرات كنتائج مستقلة على ما يبدو في الدراسات الإجمالية.   
عندما يتم الإبلاغ جزئيًا عن البيانات التي تم جمعها في مشروع بحثي واحد كما لو كانت دراسة واحدة، يمكن أن تنشأ مشكلة ذات دلالة إحصائية. يستخدم العلماء عادةً عتبة 5% لتحديد ما إذا كانت الفرضية مدعومة بنتائج مشروع بحثي. إذا تم اختبار فرضيات متعددة في مشروع بحثي واحد، فسيتم دعم فرضية واحدة من كل 20 فرضية بالصدفة من خلال البحث. يجب أن تستخدم المشاريع البحثية التي تم الإبلاغ عنها جزئيًا حدًا أكثر صرامة عند اختبار الأهمية الإحصائية ولكنها لا تفعل ذلك غالبًا. 
لا يوجد إجماع بين الأكاديميين حول ما إذا كان ينبغي للناس أن يسعوا إلى جعل منشوراتهم وحدات أقل قابلية للنشر، وقد قاوم هذا الأمر منذ فترة طويلة بعض محرري المجلات.  خاصة بالنسبة للأشخاص الذين بدأوا للتو في النشر الأكاديمي، فإن كتابة بعض المقالات الصغيرة توفر طريقة للتعود على كيفية عمل نظام مراجعة النظراء والنشر المهني، كما أنها تساعد بالفعل في زيادة عدد المنشورات.  كما أن وحدات الحد الأدنى للنشر قد لا تكون دائمًا الطريقة الأكثر فعالية لنقل المعرفة، لأنها تقوم بتقسيم الأفكار إلى أجزاء صغيرة، مما يجبر الأشخاص أحيانًا على البحث عن العديد من المراجع. تشغل شرائح السلامي المتعددة أيضًا صفحات يومية أكثر من مقالة تركيبية واحدة تحتوي على نفس المعلومات. ومن ناحية أخرى، فإن قطعة صغيرة من المعلومات تكون سهلة الهضم، وقد لا يحتاج القارئ إلى معلومات أكثر مما هو موجود في وحدة واحدة.